# سرطان قصير القرون
سرطان قصير القرون (الاسم العلمي: Ocypode brevicornis) هو نوع من الحيوانات يتبع جنس السرطان السريع الأرجل من فصيلة السرطانات الشبحية.